# Free Your Soul and Save My Mind
Free Your Soul and Save My Mind è il nono album dei Suicidal Tendencies, pubblicato nel 2000 per l'etichetta discografica Suicidal Records.

È stato registrato ai Titan Studios eccetto le tracce 5 e 7 registrate negli studi Stall #2, arrangiato da Michael Blum eccetto le tracce 5 e 7 arrangiate da Darien Rundall, missato da Paul Northfield agli Skip Saylor Studios eccetto le tracce 5, 7, 9 e 10 missate da Michael Blum e i Suicidal Tendencies, e mastering di Brian Gardner ai Bernie Grundman Mastering Studios. Al momento (2011) è l'ultimo album del gruppo.

## Tracce
1. Self Destruct (Mike Muir, Mike Clark) - 3:33
2. Su Casa Es Mi Casa (Muir, Clark) - 4:09
3. No More No Less (Muir, Clark) - 3:26
4. Free Your Soul... and Save My Mind (Muir, Clark) - 3:52
5. Pop Songs (Muir) - 2:19
6. Bullenium (Muir, Clark) - 2:50
7. Animal (Muir) - 2:11
8. Straight from the Heart (Muir, Clark) - 4:43
9. Cyco Speak (Muir) - 3:04
10. Start Your Brain (Muir) - 3:16
11. Public Dissension (Muir, Clark) - 3:26
12. Children of the Bored (Muir, Clark) - 3:43
13. Got Mutation (Muir, Clark) - 3:04
14. Charlie Monroe (Muir, Clark) - 5:20
15. Home (Muir, Dean Pleasants) - 7:31

## Formazione
- Mike Muir - voce
- Mike Clark - chitarra ritmica
- Dean Pleasants – chitarra solista
- Brooks Wackerman – batteria
- Josh Paul – basso
- Herman Jackson – moog in Got Mutation